# Lutter (Leine, Weende)
Die Lutter ist ein rechter bzw. östlicher Nebenfluss der Leine im Landkreis Göttingen bzw. in Göttingen, Südniedersachsen (Deutschland).

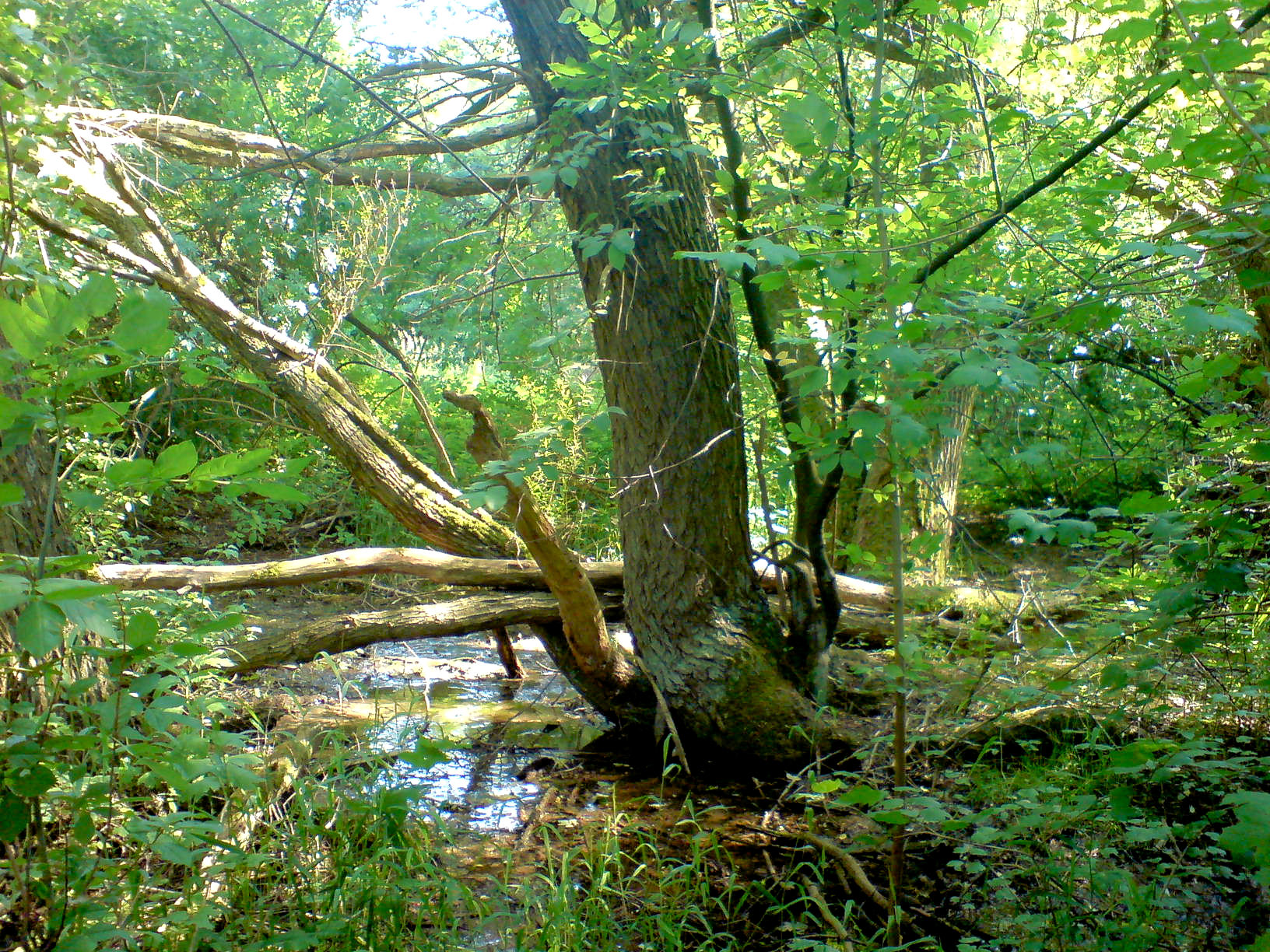
Ein auwaldähnliches Biotop an der Lutter

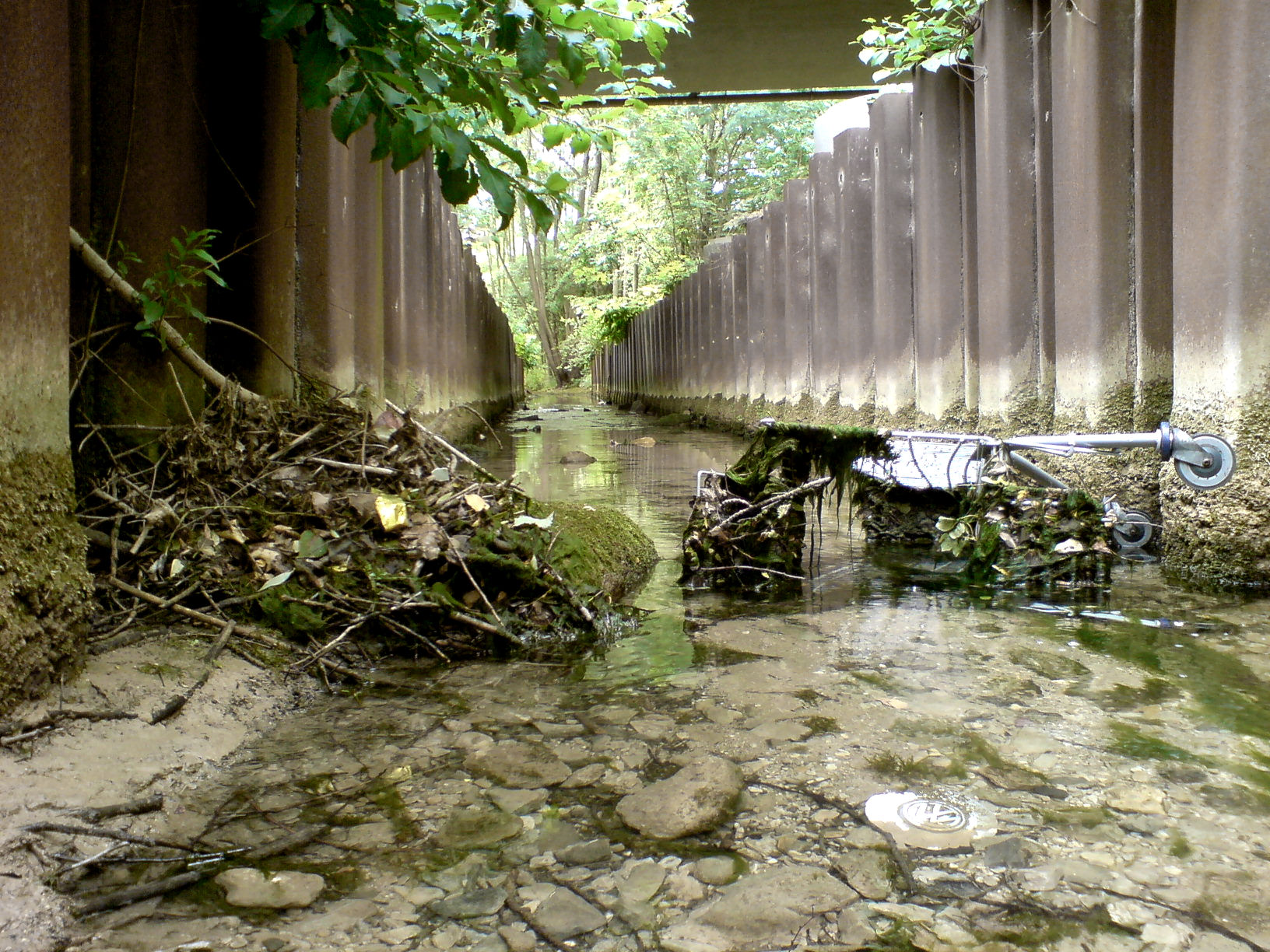
Kanalisierte Lutter im Stadtgebiet

Der komplette Bachlauf der Lutter liegt im Stadtgebiet von Göttingen. Sie entspringt im Südteil des Göttinger Walds, von wo aus sie in überwiegend nordwestlicher Richtung durch Herberhausen fließt und schließlich parallel zur Bundesstraße 27 nach Weende. Dort begleitet sie noch ein gutes Stück die B 27, die dort den Namen „An der Lutter“ trägt, ehe sie – teilweise verdolt – mehrere Straßen und Bahntrassen unterquert. Sie mündet im Nordwestteil der Stadt nördlich einer Kläranlage in die von Süden kommende Leine.